# Aeroportul Kushiro
Aeroportul Kushiro (IATA: KUH, ICAO: RJCK) este un aeroport din Prefectura Hokkaidō, Japonia ce deservește zona Kushiro. Aeroportul a fost tranzitat în decembrie 2020 de 28.133 de pasageri. A fost deschis în 1961.
Situat la o altitudine de 95 m, aeroportul dispune de 1 pistă. Este operat de Ministry of Land, Infrastructure, Transport and Tourism⁠(d).

## Infrastructură

### Piste
Aeroportul dispune de o singură pistă. Pista 17/35 are dimensiunile 2.500 m × 45 m. 